# Маунт-Вернон (Індіана)
Маунт-Вернон (англ. Mount Vernon) — місто (англ. city) в США, в окрузі Поузі штату Індіана. Населення — 6493 особи (2020).

## Географія
Маунт-Вернон розташований за координатами 37°56′12″ пн. ш. 87°53′42″ зх. д. / 37.93667° пн. ш. 87.89500° зх. д. (37.936674, -87.895086).  За даними Бюро перепису населення США в 2010 році місто мало площу 7,40 км², з яких 7,27 км² — суходіл та 0,13 км² — водойми.

## Демографія
Згідно з переписом 2010 року, у місті мешкало 6687 осіб у 2736 домогосподарствах у складі 1819 родин. Густота населення становила 903 особи/км².  Було 3077 помешкань (416/км²).
Расовий склад населення:
| - 93,4 % — білих - 2,8 % — чорних або афроамериканців - 0,4 % — азіатів - 0,3 % — корінних американців |

До двох чи більше рас належало 2,4 %. Частка іспаномовних становила 1,7 % від усіх жителів.
За віковим діапазоном населення розподілялося таким чином: 24,5 % — особи молодші 18 років, 58,7 % — особи у віці 18—64 років, 16,8 % — особи у віці 65 років та старші. Медіана віку мешканця становила 40,2 року. На 100 осіб жіночої статі у місті припадало 91,4 чоловіків;  на 100 жінок у віці від 18 років та старших — 84,7 чоловіків також старших 18 років.
Середній дохід на одне домашнє господарство  становив 63 830 доларів США (медіана — 46 422), а середній дохід на одну сім'ю — 71 782 долари (медіана — 60 952). Медіана доходів становила 56 447 доларів для чоловіків та 32 176 доларів для жінок. За межею бідності перебувало 18,0 % осіб, у тому числі 24,8 % дітей у віці до 18 років та 7,1 % осіб у віці 65 років та старших.
Цивільне працевлаштоване населення становило 2911 осіб. Основні галузі зайнятості: виробництво — 32,7 %, освіта, охорона здоров'я та соціальна допомога — 17,2 %, мистецтво, розваги та відпочинок — 8,0 %, транспорт — 7,9 %.